# Ad nutum
Ad nutum, analogamente alla espressione ad libitum, indica una decisione presa in modo assolutamente libero da parte della persona che l'ha adottata.
È sinonimo di decisione arbitraria in quanto rimessa alla esclusiva responsabilità del decidente.
C'è anche l'espressione Ad nutum Iovis che significa invece dipendenza assoluta da decisioni prese altrove o da chi ha autorità o ritiene di averla.